# Chevilly-Larue (metrostation)
Chevilly-Larue - Marché International is een metrostation van de Metro van Parijs langs metrolijn 14 gelegen in de gemeente Chevilly-Larue.
Het werd geopend op 24 juni 2024 als onderdeel van de zuidelijke verlenging van lijn 14 van Olympiades naar Aéroport d'Orly. Chevilly-Larue heeft twee zijperrons gescheiden door de metrosporen.
Het station ligt onder de Avenue de la Cité en de Rue de Thiais en heeft drie toegangen in twee bovengrondse bouwwerken. Het hoofdgebouw naast de tramhalte heeft een ingang Rue Latérale aan de oostzijde en een ingang Rue des Routiers aan de westzijde. Een kleiner gebouw aan de Rue du Languedoc biedt ook toegang tot de Marché international de Rungis, de groothandelsmarkt voor landbouwproducten van Île-de-France. 
De Zwitserse kunstenaars Gerda Steiner en Jörg Lenzlinger ontwierpen in samenwerking met architect Jérôme Brunet een artistiek werk voor het station Chevilly-Larue.

## Intermodaliteit
Het station wordt bediend door de T7-tram, de Trans-Val-de-Marne busdienst en de andere buslijnen in het gebied van het RATP-busnetwerk.
Saint-Denis Pleyel · 
Mairie de Saint-Ouen · 
Saint-Ouen · 
Porte de Clichy · 
Pont Cardinet · 
Saint-Lazare · 
Madeleine · 
Pyramides · 
Châtelet · 
Gare de Lyon · 
Bercy · 
Cour Saint-Émilion · 
Bibliothèque François Mitterrand · 
Olympiades · 
Maison Blanche · 
Hôpital Bicêtre · 
Villejuif - Gustave Roussy · 
L'Haÿ-les-Roses · 
Chevilly-Larue · 
Thiais - Orly · 
Aéroport d'Orly